# 東京学芸大学附属竹早中学校
東京学芸大学附属竹早中学校（とうきょうがくげいだいがくふぞくたけはやちゅうがっこう、英: Takehaya Junior High School Attached to Tokyo Gakugei University）は、東京都文京区小石川に所在する東京学芸大学附属の国立中学校。設置者は国立大学法人東京学芸大学。
東京学芸大学の附属学校として、教員の育成を行うため、教育実地研究（教育実習）の指導が行われている。

## 概要
歴史
1947年（昭和22年）の学制改革で新制中学校として発足した「東京第一師範学校女子部附属中学校」と「東京第二師範学校女子部中学校」の2校を前身とする。新制大学（東京学芸大学）の発足および師範学校の廃止により、両校は1951年（昭和26年）、それぞれの校地の地名に因んで「東京学芸大学附属竹早中学校」と「東京学芸大学附属追分中学校」（おいわけ）に改称。1954年（昭和29年）に両校は統合され、一旦「附属新設中学校」と改称された後、1960年（昭和35年）に改めて「附属竹早中学校」と命名された。数回の改称（大学学部名の改称等）を経て、2004年（平成16年）に現校名となった。2012年（平成24年）に創立65周年を迎えた。
校地は江戸時代、松平讃岐守の下屋敷であった。
過去、校地内に東京学芸大学竹早分校や東京学芸大学附属高等学校竹早校舎が設置されていた。
なお、隣接する東京都立竹早高等学校とはかつて校舎・校地を共有していた。都立竹早高等学校は前身校こそ設立母体（東京府）は同じだが、現在は管轄が異なる別の学校であり、神奈川県立光陵高等学校と横浜国立大学教育学部附属横浜中学校の学校間のような連携型一貫教育も実施していない。
附属学校との関係
東京学芸大学附属3中学校のうちの1校。
附属竹早小学校・附属幼稚園竹早園舎と同じ校地を共有している。
附属高校である世田谷区下馬にある東京学芸大学附属高等学校には三年間の成績と1月の初めに行う試験により内部進学が可能。2011年までの数年の間、附属高への内部進学試験に合格した生徒に併願校出願を辞退するよう進路指導が行われたが2011年に保護者からの苦情により中止された。しかしながら、本来、附属3中学校と附属高校の間には「内部進学は第一志望に限る」との取決めがあるので第一志望の推薦を確保しているのであれば都立高校や私立高校のような推薦制度と同じ性格のものだとも言えた。

## 沿革
- 1947年（昭和22年）4月1日 - 学制改革（六・三制の実施）が行われる。
  - 新制中学校「東京第一師範学校女子部附属中学校」・「東京第二師範学校女子部附属中学校」が発足。それぞれ、附属小学校に併置される。
- 1949年（昭和24年）5月31日 国立学校設立法施行令により、新制大学・東京学芸大学が発足し、師範学校が包括される。
  - 「東京学芸大学 東京第一師範学校 竹早附属中学校」・「東京学芸大学 東京第二師範学校 追分附属中学校」（おいわけ）に改称。
- 1951年（昭和26年）4月1日 - 師範学校の廃止に伴い、「東京学芸大学附属竹早中学校」・「東京学芸大学附属追分中学校」と改称。
- 1954年（昭和29年）
  - 4月1日 - 附属竹早中学校と附属追分中学校が統合され、現在地に「東京学芸大学附属新設中学校」が設置される。
  - 4月15日 - 特殊学級「若竹学級」を設置。
- 1956年（昭和31年）2月29日 - 校歌を制定。（作詞大木惇夫、作曲長谷川良夫）
- 1960年（昭和35年）4月1日 - 「東京学芸大学学芸学部附属竹早中学校」と改称。若竹学級が附属養護学校として独立。
- 1966年（昭和41年）4月1日 - 「東京学芸大学教育学部附属竹早中学校」に改称。
- 1969年（昭和44年）7月15日 - 校舎新築工事のため、附属大泉中学校校地内の仮校舎へ移転。
- 1970年（昭和45年）
  - 3月2日 - 竹早の本校舎へ復帰し、東京都立竹早高等学校と校舎を分離。
  - 7月31日 - 体育館兼講堂・屋上プールが完成。
- 1976年（昭和51年）4月8日 - 帰国子女15名の一般学級受け入れを開始。
- 1986年（昭和61年）3月31日 - 武道館が完成。
- 1997年（平成9年）
  - 3月24日 - 新校舎が完成。
  - 3月25日 - 新体育館兼講堂・屋上プールが完成。
- 2004年（平成16年）4月1日 - 国立大学法人により、「東京学芸大学附属竹早中学校」（現校名）に改称。
- 2009年（平成21年）4月1日 - 海外帰国生徒の受け入れを停止。

## 交通
- 東京メトロ丸ノ内線茗荷谷駅徒歩12分
- 都営地下鉄三田線・大江戸線春日駅徒歩15分
- 東京メトロ丸ノ内線・南北線後楽園駅徒歩15分
- 都営バス春日２丁目バス停徒歩１分

## 行事
文化研究発表会
他の学校の文化祭にあたり、11月初旬の2日間で行われる。個人が夏休み中にまとめた自由研究および卒業研究の発表がその主な内容で、ほかに各クラスや有志団体、文化系のクラブがそれぞれの研究成果を発表する。生徒の間では略して「文研」と呼ばれ、文研委員会がこの活動の中心運営を行う。
また、2日目には合唱コンクールが行なわれる。教員と各クラス男女1名の審査により各学年で順位を決める。
運動会
運動会準備委員会が運営する。各学年をクラス別に赤、青、黄、緑に割り振り、その組同士が運動能力を競う。また、全生徒が用具、応援、審判などの係に属し、それぞれの仕事を行う。
校外学習
5月中旬に1年生は２泊３日で長野県の菅平。ここでは、新たに知り合った仲間とともに寝食を共にして交流を深める。2年生は2泊3日で長野県の白馬村。2年生は各クラス男女別で8つの民宿に分宿、白馬村の自然を中心に学習する。3年生は同じく2泊3日で奈良・京都に向かう。修学旅行では、古都京都・奈良の歴史を見学する。

## 部活動
基本的に毎週月曜日・木曜日・金曜日にある。週に何回部活動が行われるかは部によって異なる。
運動部は小学校の体育館で活動することもある。

## 委員会
- 中央役員会 - 生徒会執行部に当たる組織。選挙によって選ばれた6人で構成。
- 総務委員会 - 学校生活の維持向上につとめる。学級委員に似る。
- 保健委員会 - 保健関係の仕事を行う。
- メディア委員会 - メディアセンター（下記）の管理や、「たいざんぼく」や「潮」を発行する。
- 放送委員会 - 放送関係の仕事行う。機材の取り出しなど。運動会では放送係となる。
- 美化委員会 - 学校の清掃活動を指揮する。
- 特別委員会 - 運動会準備委員会や文研委員会、校外学習委員会(各学年・学年委員会であり、正確には特別委員会ではない)など。文研委員会は、運動会では招集係となる。

## 施設
- 1階
  - 国語室
  - SUGOI部屋
  - 音楽室
  - 技術室
- 2階
  - 調理室
  - 被服室
  - 保健体育室
- 3階
  - Dルーム
  - 科学実験室
  - 生物地学室
  - 物理科学室
  - メディアセンター
- 4階
  - 視聴覚室
  - 社会科室
  - グループ学習室
  - 美術室
  - 英語室
- 5階
  - 会議室
  - 屋上
  - 実習生指導室
- 校舎外
  - 体育館
  - 武道館
  - 上校庭
  - 下校庭
  - 校舎アプローチ

## 著名な卒業生
- 池田祐久（弁護士、附属高校へ進学）
- 宏洋（本名：大川宏洋、YouTuber、青学高等部へ進学）[要出典]
- 大友直人（指揮者、桐朋女子高校へ進学）
- ジェーン・スー（コラムニスト・ラジオパーソナリティ、幼稚園から中学校まで一貫校で、浦和明の星女子高等学校へ進学[5]）
- 高山智司（政治家・衆議院議員、海城高校へ進学）
- 長木誠司（音楽学者、附属高校へ進学）[要出典]
- 野口千代光（ヴァイオリニスト、芸大附属音楽高校へ進学）